# Майкл Мойсей Постан
Сер Майкл Мойсей Постан (Мойсей Юхимович Постан, англ. Sir Michael Moïssey (Munia) Postan; нар.. 24 вересня 1899, Бендери, Бессарабська губернія — пом.. 12 грудня 1981, Кембридж, Велика Британія) — британський історик-медієвіст, економіст, один з найбільших представників напряму економічної історії, який відіграв основну роль у розвитку цієї дисципліни як самостійного академічного предмету.

## Біографія
Муня Постан (Munia Postan, як його називали близькі та колеги) народився в 1899 році в Бендерах у сім'ї присяжного повіреного. Після закінчення бендерської гімназії вступив до Петроградського університету, але у зв'язку з подіями Першої світової війни був змушений покинути навчання і з 1915 року вивчав юриспруденцію та економіку в Новоросійському університеті в Одесі, де приєднався до сіоністського руху. 1917 року Постан був призваний в армію, а після демобілізації в 1918 році продовжив навчання в Київському університеті. У 1919 році він залишив територію України і, після невдалих спроб продовжити навчання у Чернівцях та Відні, у 1920 році осів у Лондоні та вступив до Лондонської школи економіки при міському університеті. Ступінь бакалавра Майкл Постан отримав у 1924 році, магістра — у 1926 році.
1926 року Майкл Постан став науковим співробітником Ейлін Павер (1889—1940), з якою написав ряд основоположних робіт в галузі економічної історії Середньовіччя і з якою 1937 року одружився. У 1927—1931 роках викладав в Університетському коледжі Лондона і в 1931—1934 роках у Лондонській школі економіки, потім у Кембриджському університеті, де він отримав звання професора і з 1938 року — завідувача кафедри економічної історії, змінивши на цій посаді сера Джона. За винятком роботи у військовий час у міністерстві економічних військових дій (Ministry of Economic Warfare) Постан працював завідувачем кафедри економічної історії в Кембриджі до 1965 року . Його вихід на пенсію цього року був відзначений спеціальним виданням журналу Economic History Review (XVIII, № 1, серпень 1965). Залишався науковцем коледжу Пітерхаус до кінця життя.
З 1934 року сер Майкл Постан був головним редактором наукового журналу Economic History Review. Служив президентом британського Товариства економічної історії (The Economic History Society). Почесний член (fellow) Британської академії. У 1970 році Мойсей Юхимович Постан відвідав П'ятий Міжнародний конгрес економічної історії в Ленінграді.
Після раптової смерті першої дружини та співробітниці Ейлін Павер (пом. 1940) Майкл Постан вдруге одружився 8 грудня 1944 року з леді Синтією Розалі Кеппель (Lady Cynthia Rosalie Keppel, в одруженні) Синтія Постан, нар. 25 червня 1918 року), донька Волтера Егертона Джорджа Люсьєна Кеппеля — 9-го графа Албемарля (Walter Egerton George Lucian Keppel, 9th Earl of Albemarle, 1882—1979) і леді Джудіт Сідні Майї Вінн-Керінгтон (Lady Judith Sydney Myee Wynn-Carington, 1889-19). Їхні діти: Бейсіл Дейвід Постан (Basil David Postan, нар. 9 червня 1946) і Олександр Генрі Кеппель Постан (Alexander Henry Keppel Postan, нар.. 25 серпня 1948). Синтія Постан (разом із чоловіком) виступила співредактором двох томів «Кембриджської економічної історії Європи від заходу Римської імперії» та перекладачем іноземної літератури з економічної історії.

## Наукова робота
Головною науковою сферою Майкла Постана була економічна історія середньовічної Європи, включаючи демографічні процеси та міграцію населення. У 1933 році вийшла збірка статей «Studies in English Trade in the Fifteenth Century» (Дослідження англійської торгівлі у 15 столітті) за редакцією М. М. Постана та Ейлін Пауер — його наукового керівника та майбутньої дружини. Збірник включав статтю самого Постана The Economic and Political Relations of England and the Hanse from 1400 to 1475. За нею пішли дві роботи з методологічних проблем історіографії — The Historical Method in Social Science (Історичний метод у суспільствознавстві, 1939) і Fact and Relevance: Essays on Historical Method (Факти та їх значення: есе з історичної методології), 1971; повне академічне видання середньовічної картулярії Carte Nativorum: Картулярія абатства Пітерборо XIV століття, 1960); дві монографії присвячені військово-економічній ролі Великобританії у Другій світовій війні — «British War Production» (Британська військова продукція, 1952) і «Design and Development of Weapons: Studies in Government and Industrial Organisation» (Створення та розроблення зброї: дослідження урядової та организации, 1960), а також праці по медієвістиці — «An Economic History of Western Europe 1945—1964» (Економічна історія Західної Європи, 1967), «The Mediaeval Economy and Society: Economic History of Britain, 1100—1500» (Середньовічна економіка і суспільство, 1972), «Essays on Medieval Agriculture and General Problems of the Medieval Economy» (Есе з середньовічного сільського господарства та загальних питань середньовічної економіки, 1973), «Mediaeval Trade and Finance» (Середньовічна торгівля та фінанси), 1 В останні роки життя Майкл Постан також здійснив посмертне видання монографії своєї першої дружини Ейлін Пауер «Medieval Women» (Середньовічні жінки, 1975) та інших робіт з її неопублікованої спадщини.
Його неомальтузіанський підхід до проблем економічного розвитку та демографічних процесів у доіндустріальному суспільстві домінував в економічній історії у післявоєнний період і призвів до створення Кембриджської групи з вивчення історії населення та соціальної структури (Cambridge Group for the History of Population and Social Structure), широко відомої своїми численними публікаціями з демографічної історії Великобританії .
Вершиною наукових досліджень Майкла Постана стала видана під його редакцією монументальна «Кембриджська економічна історія Європи з часів занепаду Римської імперії» в 8-ми томах (1991). том було опубліковано посмертно).

## Монографії
- The Historical Method in Social Science (Історичний метод у суспільстві), 1939.
- British War Production (Британська військова продукція). У серії «History of the Second World War, United Kingdom Civil Series», 1952 та 1975.
- Carte Nativorum: 14 століття — публікація, передмова та коментарі, з CNL Brooke), 1960.
- Design and Development of Weapons: Studies in Government and Industrial Organisation (Створення та розробка зброї: дослідження урядової та промислової організації, з D. Hay та JD Scott). У серії «History of the Second World War, United Kingdom Civil Series», 1964.
- An Economic History of Western Europe 1945—1964 (Економічна історія Західної Європи), 1967.
- Fact and Relevance: Essays on Historical Method (Факти та його значення: есе з історичної методології), 1971.
- The Mediaeval Economy and Society: Economic History of Britain, 1100—1500 (Середньовічна економіка та суспільство). Перша книга у серії «Pelican Economic History of Britain», 1972.
- Essays on Medieval Agriculture and General Problems of the Medieval Economy (Есе з середньовічного сільського господарства та загальним питанням середньовічної економіки), 1973.
- Mediaeval Trade and Finance (Середньовічна торгівля та фінанси), 1973.
- The Medieval Economy and Society (Середньовічна економіка та суспільство), 1975.
- Storia economica d'Europa, 1945—1964 (Економічна історія Європи, італійською мовою), 1975.
- Storia e scienze sociali. Scritti di metodo (Факти та їх значення: есе з історичної методології, італійською мовою), 1976.
- Histoire économique et sociale de la Grande-Bretagne (Економічна та соціальна історія Європи, французькою мовою), 1977.
- The Advent of Bourgeois Democracy (Виникнення буржуазної демократії, із співавторами). New Left Review, № 103, 1977.
- Economia e società nell'Inghilterra medievale: dal XII al XVI secolo (італійською мовою), 1978.
- Ensayos Sobre Agricultura Y Problemas Generales Economía Medieval (іспанською мовою), 1981.
- Кембриджська економічна історія Європи від занепаду Римської імперії (Cambridge Economic History of Europe since the decline of the Roman Empire, перекладена італійською як «Storia Economica Cambridge», 1982[15])
I: The Agrarian Life of the Middle Ages (Аграрне життя Середньовіччя), 1-е видання — 1941 з Ейлін Пауер, 2-е видання — 1966.
II: Trade and Industry in the Middle Ages (Торгівля та промисловість у Середньовіччі), 1952.
III: Economic Organization and Policies in the Middle Ages (Економічна організація та політика в Середньовіччі), 1963.
IV: The Economy of Expanding Europe in the Sixteenth and Seventeenth Centuries (Економіка Європи, що розширюється, в 16 і XVII століттях), 1952.
V: The Economic History of Early Modern Europe (Економічна історія ранньої сучасної Європи), 1977.
VI: The Industrial Revolutions and After (Індустріальні революції і після), 1966.
VII: The Industrial Economies: Capital, Labour and Enterprise (Індустріальні економіки: капітал, праця та підприємництво), дві книги — Part 1: Britain, France, Germany and Scandinavia, 1978 та Part 2: The United States, Japan and Russia, 1982 (у двох частинах, що охоплюють також США, Японію та Росію)
VIII: The Industrial Economies: The Development of Economic and Social Policies (Індустріальні економіки: розвиток економічної та соціальної політики), 1989.